# BeReal
BeReal (prononcé bi:ɹɪəl en anglais et biʁil en français) est une application gratuite de partage de photos. Cette application est créée en France en 2020 par Alexis Barreyat et Kévin Perreau, et a trouvé un rapide succès aux États-Unis. L’application est rachetée le 12 juin 2024 par Voodoo pour la somme de 500 millions d’euros. Cette application pour smartphone se présente comme voulant montrer la vie vraie des gens ; chaque jour, à une heure aléatoirement choisie, elle demande à ses usagers de prendre une photo d'eux avec les deux caméras du téléphone, photo qui est alors partagée avec les « amis » qui font la même chose. BeReal est un réseau de communication et non un réseau social comme on pourrait le penser.[réf. nécessaire]

## Concept
Le concept de BeReal consiste à publier deux photos (avec l'appareil photo avant et l'appareil photo arrière du téléphone), en moins de deux minutes, à une heure aléatoire tous les jours.
Une fois les photos publiées, l'utilisateur peut accéder à celles de ses contacts dans l'application,.
Celle-ci se présente comme une application « anti-instagram » en cherchant à ce que les photos publiées par ses Berealisateurs (nom donné aux utilisateurs de BeReal) soient prises sur le vif, sans préparation. Il n'y a pas non plus la possibilité de mettre de filtre,.

## Histoire

### Les débuts
L'application a été créée en 2019 par Alexis Barreyat et Kévin Perreau, issus de l'École 42 (fondée par le milliardaire Xavier Niel, leur premier actionnaire). Tous deux restent discrets, évitant les interviews.
Lors d'une levée de fonds de 30 millions de dollars, BeReal a obtenu le soutien du fonds d'investissement d’Andreessen Horowitz,.
Après des débuts discrets, l'application gagne très rapidement en popularité à partir de début 2022 avec 28 millions de téléchargements. Près de la moitié des utilisateurs sont aux États-Unis, les autres étant surtout au Royaume-Uni, puis en France,.

### Modèle économique
En septembre 2022, BeReal a annoncé un projet de déploiement de fonctionnalités payantes (stickers, cadres…).
L'application n'utilise pas la publicité (ce qui change en 2024), mais n'indique pas comment elle se rémunère de l'argent, ni si elle monnaye ou réutilise les données personnelles – hormis pour les concours où le règlement prévoit explicitement que le participant accorde à BeReal « une autorisation mondiale, non exclusive, libre de droits et pouvant faire l’objet d’une sous-licence d’utiliser, de copier, de reproduire, de traiter, d’adapter, de modifier, de publier, de transmettre, d’afficher et de distribuer le contenu que vous avez soumis dans le cadre du Concours sur tous les supports et dans toutes les méthodes de distribution. Cette autorisation nous permet de faire profiter de votre contribution au reste du monde et de permettre à d’autres de faire de même (…) cette autorisation inclut le droit pour BeReal de fournir, faire la promotion et d’améliorer nos services et de mettre votre contribution à la disposition d’autres sociétés, organisations ou individus à des fins de syndication, de diffusion, de distribution, de promotion ou de publication sur d’autres médias et services. Ces utilisations supplémentaires par BeReal, ou par d’autres sociétés, organisations ou individus, se font sans aucune rémunération pour vous en ce qui concerne la soumission. ». 

### Croissance et développement
En mai 2022, la start-up a obtenu 85 millions de dollars en se rapprochant notamment de l'homme d'affaires russe Yuri Milner.
En juillet 2022, l'application était en tête des téléchargements de l'App Store d’Apple aux États-Unis et également bien placée dans le Play Store de Google. À cette date, l'application aurait été téléchargée vingt millions de fois (selon le cabinet Sensor Tower). BeReal revendique alors une valorisation de six cents millions de dollars, toujours sans utiliser la publicité,.
En décembre 2022, l'application a offert son premier « recap » de l'année. Cette tendance a d'ailleurs continué en décembre 2023.
Début 2024, BeReal compterait entre 23 et 25 millions d’utilisateurs quotidiens, surtout des jeunes (13 % des adolescents des États-Unis en seraient utilisateurs), contre environ 4,6 millions d'utilisateurs mensuels en France.

### Difficultés et réorientations
En 2024, face à une baisse de succès, BeReal annonce deux changements : 
- des stars et des marques pourront avoir un compte officiel sur BeReal, et la publicité sera introduite dans l'application[6] ;
- BeReal va permettre de choisir quand et comment prendre la photo, ce qui l'éloigne du concept original[6].

### Ère Voodoo
En juin 2024, l'éditeur français de jeux mobiles Voodoo, annonce avoir acquis le réseau social pour un montant de 500 millions d'euros,,. Avec ce rachat, Voodoo compte ainsi parvenir à diversifier sa présence et permettre à BeReal « de réaliser pleinement son potentiel en tant que plateforme sociale de nouvelle génération ».

### Plainte de NOYB
Le 12 décembre 2024, NOYB déclare avoir déposé plainte contre la société pour non-respect du RGPD.

## Réception
Les critiques ont apprécié l'accent mis sur l'authenticité (pas de préparation pour la pose, pas de filtres), le contraire d'Instagram,. Le Monde l'a d'ailleurs surnommé « l'Instagram de la vie moche ».

### Critiques positives
L'application gagne significativement en popularité en 2022, notamment au sein de la génération Z en raison de son « authenticité » loin du contenu léché d'Instagram,. Il n'y a par exemple aucun filtre,.
Le journaliste Jason Koebler travaillant pour Vice estime que contrairement à Instagram qui met en avant un mode de vie inaccessible aux gens, BeReal « rend tout le monde extrêmement ennuyeux ». Kelsey Weekman, journaliste pour BuzzFeed News, le rejoint en remarquant que le refus de l'application de « glorifier la banalité de la vie » la rendait « humble », malgré l'accent mis sur l'authenticité.

### Critiques négatives
Tout d'abord, l'application est régulièrement critiquée pour son manque de stabilité et ses bugs techniques.
Par ailleurs, certains utilisateurs publient régulièrement des photos après l'expiration de la notification de deux minutes, ce qui a donné lieu à certaines critiques envers l'application, car la possibilité de publier des messages tardifs, nuit à son objectif d'authenticité.
Niklas Myhr, professeur en médias sociaux à l'université Chapman aux États-Unis, affirme que la profondeur de l'engagement peut déterminer si l'application est une tendance passagère ou si elle a un « pouvoir durable ». Il effectue un parallèle avec Yo, une application où l'on ne pouvait que s'envoyer le message Yo (« salut » en français) aux autres utilisateurs. Avec le temps, cela avait lassé le public, car peu d'autres fonctionnalités avaient été proposées.

### Réponse des principaux concurrents Instagram, Snapchat et TikTok
Avec la popularité de BeReal, en juillet 2022, Instagram a lancé une fonctionnalité Dual Camera similaire à BeReal et, en août 2022, a commencé à tester une fonctionnalité similaire appelée IG Candid Challenges, où les utilisateurs sont invités à poster une fois par jour en deux minutes,. 
En septembre 2022, TikTok a également lancé une fonctionnalité appelée TikTok Now, suivant le même concept,. Snapchat copie ainsi BeReal, en lançant, comme sur Instagram, une Dual Camera.